# Kurt Borkenhagen
Kurt Borkenhagen (* 30. Dezember 1919 in Düsseldorf; † 12. Mai 2012 ebenda), „La Jana“ genannt, war ein deutscher Fußballspieler. Er absolvierte am 5. Oktober  1952 in Paris bei der 1:3-Niederlage gegen die Nationalmannschaft Frankreichs sein einziges Länderspiel für die A-Nationalmannschaft. Für Fortuna Düsseldorf bestritt er von 1947 bis 1954 147 Spiele in der Oberliga West und – 1949/50 – 29 in der II. Division West.

## Karriere

### Düsseldorfer SV 04
Im Düsseldorfer Stadtteil Flingern aufgewachsen, stieß er mit zwölf Jahren zum Düsseldorfer SV 04 in Lierenfeld. Mit 20 Jahren, im Normalfall der Beginn einer Sportkarriere, wurde Borkenhagen mit den Schrecken des Zweiten Weltkrieges konfrontiert. Nach dem Ende des Krieges konnte im Westen erst im September 1947 der Spielbetrieb für die höchste Klasse – die Oberliga West – angepfiffen werden. Beim Saisonauftakt am 14. September 1947 war Borkenhagen bereits 27 Jahre alt und beging knapp drei Monate später seinen 28. Geburtstag. Wie vielen anderen seiner Generation raubte dieser Krieg auch ihm die besten Jahre seiner sportlichen Laufbahn.

### Fortuna Düsseldorf
Nach Ende der Runde hatten die Dortmunder Borussen die erste Meisterschaft der Oberliga West an den Borsigplatz geholt. Überraschender Vizemeister wurden die Sportfreunde Katernberg. Fortuna Düsseldorf belegte mit 24:24 Punkten den siebten Tabellenrang. Borkenhagen hatte an der Seite des Altinternationalen Paul Janes (71 Länderspiele, 1932–1942) in 22 von 24 Spielen vollen Einsatz für die Fortuna gezeigt und sich der Herausforderung der neuen Liga als gewachsen erwiesen. Zwar kamen in den nächsten Runden mit Toni Turek, Matthias Mauritz, den Gramminger-Brüdern, Erich Juskowiak und Jupp Derwall leistungsstarke Spieler dazu, aber der ganz große Erfolg sollte ihm mit Fortuna Düsseldorf bis zu seiner letzten Saison 1954/55 nicht möglich sein; das Erreichen der Endrunde um die Deutsche Meisterschaft. Dortmund, Schalke, Rot-Weiss Essen und der 1. FC Köln waren die gesamte Zeit stärker.
Mit fünf Spielen in der Saison 1954/55 beendete er seine Laufbahn, er war nunmehr 34 Jahre alt und die Bewährung im Berufsleben forderte immer mehr an Einsatz und Energie.

### Auswahlspiele
In den Anfangsjahren der Oberligen gab es sogenannte „Repräsentativspiele“ der einzelnen Ligen gegeneinander, dies noch vor dem ersten Länderspiel nach dem Zweiten Weltkrieg, dem Spiel am 22. November 1950 in Stuttgart gegen die Schweizer Nationalmannschaft.
- Am 8. Mai 1949 Spiel Nord gegen West in Bremen mit Borkenhagen
- Am 5. Oktober 1952 in Paris Länderspieleinsatz gegen Frankreich

War schon die Berufung in die West-Auswahl im Mai 1949, zumal noch an der Seite von Paul Janes, eine große Auszeichnung für den eisenharten und kopfballstarken Verteidiger, der alles andere als zimperlich war und sein Spiel nicht nur auf die pure Verteidigung konzentrierte, so kam die Berufung von Bundestrainer Sepp Herberger im Oktober 1952 für das Länderspiel in Paris gegen die Nationalmannschaft Frankreichs wirklich einer Sensation gleich. Zwar fehlten der Nationalmannschaft für dieses Spiel die verletzten Verteidiger Werner Kohlmeyer und Jakob Streitle, aber trotzdem überraschte die Berufung des 32-Jährigen so ziemlich alle Fußballanhänger.
Mit folgender Formation wurde das Spiel bestritten:
Turek – Retter, Borkenhagen – Posipal, Liebrich, Schanko – Rahn, Wientjes, O. Walter (Stollenwerk; 31.), F. Walter, Termath.
Die Gegner um Stopper Jonquet und den gleichfalls debütierenden Spielmacher Kopa erspielten aber Chance um Chance und gewannen mit 3:1 Toren. Trotzdem bildete dieser internationale Einsatz für den Debütanten einen Höhepunkt seiner Karriere als Fußballspieler.

## Nach der Karriere
Nach seiner aktiven Zeit, die im Jahre 1955 endete, lebte und arbeitete Kurt Borkenhagen als Diplom-Ingenieur für Heizung und sanitäre Installation im Düsseldorfer Stadtteil Eller. Borkenhagen verstarb am 12. Mai 2012 in Düsseldorf im Alter von 92 Jahren. Bestattet wurde er auf dem Eller Friedhof.